# Kazimierz Stepan
Kazimierz Antoni Stepan (ur. 13 czerwca 1892, zm. 1940 w ZSRR) – polski inżynier leśnik, porucznik piechoty Wojska Polskiego, ofiara zbrodni katyńskiej.

## Życiorys
Urodził się 13 czerwca 1892 jako syn Juliana. W 1908 ukończył VI klasę w C. K. V Gimnazjum we Lwowie, następnie przeniósł się do C. K. VIII  Gimnazjum we Lwowie, gdzie w 1909 ukończył VII klasę, a w 1910 ukończył VIII klasę i zdał z odznaczeniem egzamin dojrzałości.
Pracował w Dyrekcji Lasów Państwowych we Lwowie jako kierownik biura technicznego. W 1938 otrzymał Złoty Krzyż Zasługi.
W Wojsku Polskim awansowany do stopnia porucznika rezerwy piechoty ze starszeństwem z dniem 1 czerwca 1919. Był oficerem rezerwowym lwowskiego 26 pułku piechoty. W 1934 jako rezerwy był przydzielony do Oficerskiej Kadry Okręgowej nr VI jako oficer przewidziany do użycia w czasie wojny. Po wybuchu II wojny światowej brał udział w kampanii wrześniowej. Po agresji ZSRR na Polskę z 17 września 1939 został aresztowany przez funkcjonariuszy NKWD. Był przetrzymywany w obozie w Starobielsku. Na wiosnę 1940 został zamordowany w ramach zbrodni katyńskiej. Jego nazwisko znalazło się na tzw. Ukraińskiej Liście Katyńskiej opublikowanej w 1994 (został wymieniony na liście wywózkowej 55/3-38, dosłownie określony jako Kazimierz Stiepan; oznaczony numerem 2818). Ofiary tej części zbrodni katyńskiej zostały pochowane na otwartym w 2012 Polskim Cmentarzu Wojennym w Kijowie-Bykowni.
Był żonaty z Różą Marią (1892-1983, podczas wojny deportowana w głąb ZSRR na ziemię kazachską, po wojnie zamieszkiwała w Londynie).
Ofiarą zbrodni katyńskiej z tzw. Ukraińskiej Liście Katyńskiej był także płk Kazimierz Partyka, także maturzysta w C. K. VIII  Gimnazjum we Lwowie w 1910.